# 김수아 (1975년)
김수아(본명: 김세영, 1975년 9월 23일 ~ )은 대한민국의 가수이다.

## 데뷔
- 2010년 싱글 앨범 "너랑 나랑"

## 음반
- 2010년 싱글 너랑 나랑
- 2011년 안아주세요